# Grow the Army
Grow the Army (dt.: „Vergrößerung des Heeres“) ist ein Generalplan zum Ausbau der Personalstärke des Heeres der Vereinigten Staaten. Im Jahre 2007 postuliert, soll er bis 2013 umgesetzt sein und insgesamt 74.200 zusätzliche Planstellen schaffen.

## Hintergrund
Nach der Einsatzdoktrien der US-Streitkräfte sollen die Vereinigten Staaten jederzeit in der Lage sein bis zu vier Großeinsätze weltweit parallel auszuführen. Die aktuellen militärischen Engagements der USA verdeutlichen aber, dass mit der gegenwärtigen Stärke des Heeres schon heute nur zwei Großeinsätze von Dauer realisierbar sind. Auch die weltweit zunehmende Asymmetrisierung des Krieges fordert das Militär zu einer Anpassung an dieses Bedrohungspotential, was mit der aktuellen Mannstärke schon nur schwer zu realisieren ist.
Die im Januar 2007 vom Präsidenten an den Kongress gestellte Forderung nach einer Aufstockung der Heeresplanstellen um 72.000 Mann spiegelt die immer schwieriger werdende Ausführung von Großeinsätzen wider, die bisher nur mit einem deutlichen Anstieg der Einsatzdichte (OP-Tempo) der einzelnen Soldaten realisiert werden konnte. Bei Beibehaltung der Struktur eines Berufsheeres können die aktuellen Aufgaben und die Gewährleistung der adäquaten Ausführung der offiziellen Einsatzdoktrien nur mit einer Vergrößerung der Personalstärke sichergestellt werden. Die bisherige Praxis den Bedarf durch längere Einsatzverwendungen und verstärkte Verpflichtungen von Angehörigen der Reserve und Heeresnationalgarde zu kompensieren, hat zu einer deutlichen Verschlechterung der Moral und der sozialen Situation der Soldaten geführt, welche auch gesellschaftlich zu einer so großen Belastung führen kann, dass sie politisch zu einer Gefahr für die Regierung werden kann.

## Der Generalplan
Die Planung sieht die Schaffung von insgesamt 74.200 zusätzlichen Planstellen bis 2013 vor. Dies entspräche fast dem Äquivalent von fünf Divisionen. Die Aufteilung wird aber nicht nur zu neuen Verbänden führen, sondern auch bestehende verstärken, gleichzeitig aber auch alle Bereiche betreffen, aktive wie Reserve. Die Stellen verteilen sich wie folgt:
- US Army: 65.000 Stellen
- US Army Reserve: 1.000 Stellen
- US Army National Guard: 8.200 Stellen

Beim stehenden Heer sollen Infantry Brigade Combat Teams (Infanteriebrigaden), Support Brigades (Unterstützungsbrigaden), Combat Support-Einheiten (Kampfunterstützung) und Combat Service Support-Einheiten (Kampfunterstützungsnachschub) verstärkt werden. 30.000 Mann sind für die einzelnen Unterstützungeinheitentypen vorgesehen, während 35.000 Soldaten die Kampfeinheiten verstärken werden. Diese Veränderungen betreffen sämtliche US-Einheiten weltweit, sind also nicht auf einzelne Regionen beschränkt.
Bis 2011 wurde die  1. US-Panzerdivision von Deutschland zurück in die Vereinigten Staaten nach Fort Bliss in Texas verlegt. Die 1. US-Infanteriedivision verlegte bereits 2009 komplett von der Bundesrepublik nach Fort Riley in Kansas und Fort Knox in Kentucky. Diese Maßnahmen wurden durch die Verselbständigung und Umbenennung zweier Panzerbrigaden der genannten Divisionen 2008 und 2010 teilweise kompensiert. Allerdings wird auch überlegt, diese beiden Brigaden eventuell 2012 und 2013 wieder zurück in die USA zu verlegen, die eine nach Fort Bliss in Texas, die andere zum Raketenübungsgelände in White Sands in New Mexico.

## Ausblick
Die Umsetzung des Grow the Army-Plans, mit seinen Verstärkungen, Verlegungen und Neustationierungen soll mittelfristig den Status der US-Army als Berufsarmee gewährleisten, bei gleichzeitiger optimaler Auftragserfüllung und adäquater Reaktion auf künftige Bedrohungspotentiale, sowohl qualitativ als auch regional.